# 5767 Молдун
5767 Молдун (5767 Moldun) — астероїд головного поясу, відкритий 6 вересня 1986 року.
Тіссеранів параметр щодо Юпітера — 3,585.